# Shashemene
Shashemene (offizielle Schreibung Shaashamannee, in westlicher Literatur auch Shashamane oder Shashemenne) ist eine Stadt im südlichen Teil der äthiopischen Provinz Shewa bzw. im heutigen Bundesland Oromiyaa mit etwa 102.190 Einwohnern. Sie liegt etwa 250 Kilometer südlich der Hauptstadt Addis Abeba. Viele Einwohner Shashemenes sind Angehörige der Rastafari-Bewegung, welche ursprünglich aus Jamaika stammen und nach Äthiopien, das in der Heilslehre der Rastafaris als „gelobtes Land“ gilt, ausgewandert waren.

## Geschichte
Der Name geht auf eine Frau namens Shashe zurück, die eine Art Pension betrieb. Diese nennt man in der Regionalsprache Oromo mannee.
Shashemene wurde im 19. Jahrhundert als Garnisonsstadt gegründet, erhielt aber erst internationale Beachtung, als 1948 der damalige äthiopische Neguse Negest Haile Selassie Afroamerikanern, insbesondere Rastafaris, 500 Acres Land schenkte. Zwischen 1950 und 1974 übersiedelten etwa 22 Familien aus Jamaika nach Shashemene. Überwiegend waren sie Anhänger des Rastafari-Glaubens.
Im Zuge der unter der Derg-Herrschaft 1975 in ganz Äthiopien durchgeführten Bodenreform wurde die Schenkung rückgängig gemacht. Nach heftigen Protesten der Siedler wurden rund 50 Hektar wieder zurückgegeben.
Heute sollen dort etwa 80 Familien aus den USA, Jamaika und Europa leben, die Anhänger der Rastafari-Bewegung sind. Für das Jahr 2017 wird die Zahl der Rastafaris im Ort mit ca. 300 angegeben.
2005 stand Shashemene im Mittelpunkt des weltweiten Medieninteresses, als Rita Marley, die Witwe des weltbekanntesten Reggae-Musikers und Rastafaris Bob Marley, zitiert wurde, sie wolle ihren Mann exhumieren und in Shashemene neu begraben. Ihre Aussagen stellten sich schließlich als Fehlinterpretationen der Medien heraus.

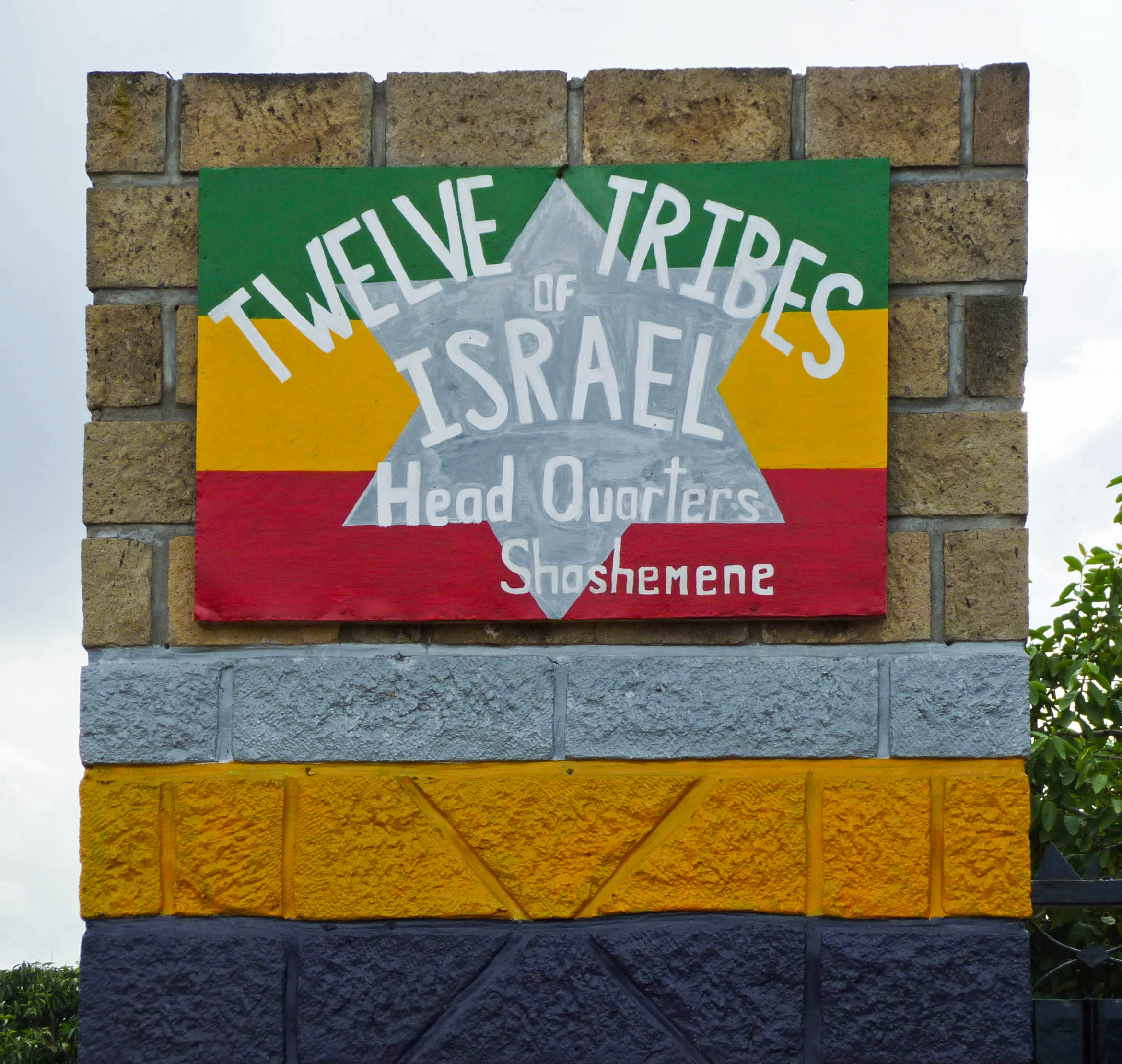
Hauptquartier des Rastahouse Twelve Tribes of Israel, gegründet von Vernon Carrington